# Antoaneta Frenkeva
Antoaneta Frenkeva, née le 24 août 1971 à Smolyan, est une nageuse bulgare.

## Biographie
Aux Jeux olympiques d'été de 1988 à Séoul, Antoaneta Frenkeva remporte la médaille d'argent à l'issue de la finale du 100m brasse ainsi que la médaille de bronze lors de la finale du 200m brasse.